# Ayrton Cougo
Ayrton Cougo, vollständiger Name Carlos Ayrton Cougo Rivero, (* 15. Juni 1996 in Melo) ist ein uruguayischer Fußballspieler.

## Karriere

### Verein
Der 1,86 Meter große Mittelfeldakteur Cougo entstammt der Nachwuchsabteilung des uruguayischen Klubs Defensor Sporting. Er spielte dort für die U-19 in der Cuarta División, gewann mit ihr 2014 den Landesmeistertitel und wurde mit 16 erzielten Treffern vor Jhonatan Candia (Liverpool FC, 15 Tore) in jener Saison U-19-Torschützenkönig.  Er stand bereits seit 2015 im Profikader des Erstligisten. Sein Debüt in der Primera División feierte er unter Trainer Juan Tejera am 14. Februar 2016 bei der 1:3-Heimniederlage gegen Racing Club de Montevideo mit einem Startelfeinsatz.  In der Saison 2015/16 bestritt er lediglich diese eine Erstligabegegnung (kein Tor). Während der Spielzeit 2016 wurde er siebenmal (ein Tor) in der Liga eingesetzt.

### Nationalmannschaft
Cougo gehörte mindestens 2012 der U-17-Auswahl Uruguays unter Trainer Fabián Coito an. Am 26. Juli 2012 kam er beim 1:1-Unentschieden im Freundschaftsländerspiel gegen Peru als Einwechselspieler in der 45. Spielminute für Juan Gonella zum Einsatz.

### Erfolge
- Uruguayischer Meister mit der U-19: 2014
- Torschützenkönig der U-19: 2014